# 伊瓜苏国家公园 (阿根廷)
伊瓜苏国家公园（西班牙語：Parque Nacional Iguazú）是阿根廷的一座国家公园，位于米西奥内斯省北部阿根廷和巴西的交界处，面积550km2。1984年，联合国教科文组织将其列入世界遗产。两年后，该地区的巴西部分也独立列为世界遗产。

## 历史
伊瓜苏国家公园建立于1934年，所辖范围内有知名景点，保护区被亚热带丛林所环抱。此国家公园以伊瓜苏河为界，与对岸的巴西部分相呼应，并双双列入世界遗产名录。
国家公园所在地早在10,000多年以前就有狩猎采集者居住。大约在1000年左右，瓜拉尼人带来了新的农业技术，随即
取代了原始的狩猎采集者。16世纪前后，西班牙征服者前来，并将文化保留至今。首位前来该地的欧洲人是1542年到来的阿尔瓦尔·努涅斯·卡布扎·德·巴卡，1609年，耶稣会代表团亦前来。

## 生物
伊瓜苏国家公园内栖息着美洲虎、細腰貓、南美貘、豹猫、帝里卡、食蚁兽、巴拉圭凯门鳄等濒危物种。此外还有部分雨燕科和鵎鵼科的鸟类。红胸鹦鹉也曾经在当地发现。